# Sayalonga
Sayalonga er en by og kommune i det sydlige Spanien i provinsen Málaga. Den har et indbyggertal på 1.646 (2024) indbyggere.